# 台中叉柱兰
台中叉柱兰（学名：Cheirostylis taichungensis）为兰科叉柱兰属下的一个种。

## 扩展阅读
- 維基物種上的相關：台中叉柱兰